# Nevil Shute
Nevil Shute Norway (n. 17 ianuarie 1899, Middlesex, Anglia, Regatul Unit al Marii Britanii și Irlandei – d. 12 ianuarie 1960, Melbourne, Victoria, Australia) a fost un inginer aeronautic australian, care a devenit cunoscut ca romancier.
Romanele lui Shute pun accentul pe aspectele tehnice, cât și pe elementele supranaturale.
Lucrările sale pot fi împărțite în trei categorii tematice: înainte de război, războiul și Australia.